# NGC 5474
NGC 5474是位於大熊座的一個特殊矮星系，它是宏觀螺旋星系——風車星系（M101）的伴星系之一，距地球約2100萬光年。
在風車星系的伴星系中，他是最接近風車星系本身的一個。NGC 5474和風車星系間的交互作用使星系產生強烈的變形，星系盤相對於星系核心被偏移了。恆星的形成（追蹤氫譜線中的發射線）也偏離核心，NGC 5474顯示出一些螺旋結構的特徵，結果是這個星系經常被分類為矮螺旋星系，是一種相對來說相當罕見的矮星系。